# 古代都市アレッポ
古代都市アレッポ（こだいとしアレッポ、アラビア語: مدينة حلب القديمة, Madīnat Ḥalab al-Qadīma）は、シリア北部の都市アレッポに残る歴史的構造物が登録されたユネスコの世界遺産（文化遺産）である。
アレッポは、シリアの首都ダマスカスの北約300キロメートルにある都市で、トルコ国境に近くに位置する。古代都市アレッポの象徴として、紀元前10世紀に最初に建築されたアレッポ城、世界最古の市場の1つといわれるアル＝マディーナ・スーク、大モスクがある。アレッポはシリア第2の都市であり、考古学者が発掘を行う機会も限られている。
古代都市アレッポが含まれるアレッポ旧市街は、アレッポの人々によって「メディーネ」とも呼ばれる。アラビア語で都市や街を意味するマディーナが訛ったものである。本記事では歴史的に密接に関連する旧市街についても記述する。

## 地理
アレッポの立地は、西は地中海から80キロメートル、東はユーフラテス川から80キロメートルの位置にあり、交通の要衝として中継貿易に適している。このため歴史的に交易が行われてきた。
アレッポの歴史的な交通ルートは2つある。シリア砂漠の周縁を通るルートは紀元前8世紀頃からあり、ラクダが家畜として普及する前から使われていた。シリア砂漠を縦断するルートはラクダのキャラバンが主に使った。ラクダは当初はフタコブラクダで、紀元前8世紀頃からヒトコブラクダになった。アレッポの交易は、西方はイスカンダルーンからの海上ルート、東方はバグダード、モースル、バスラ、そしてイランやインドへつながっていた。南方はダマスカス、パレスティナ、エジプト、アラビア半島へとつながっていた。

## 歴史

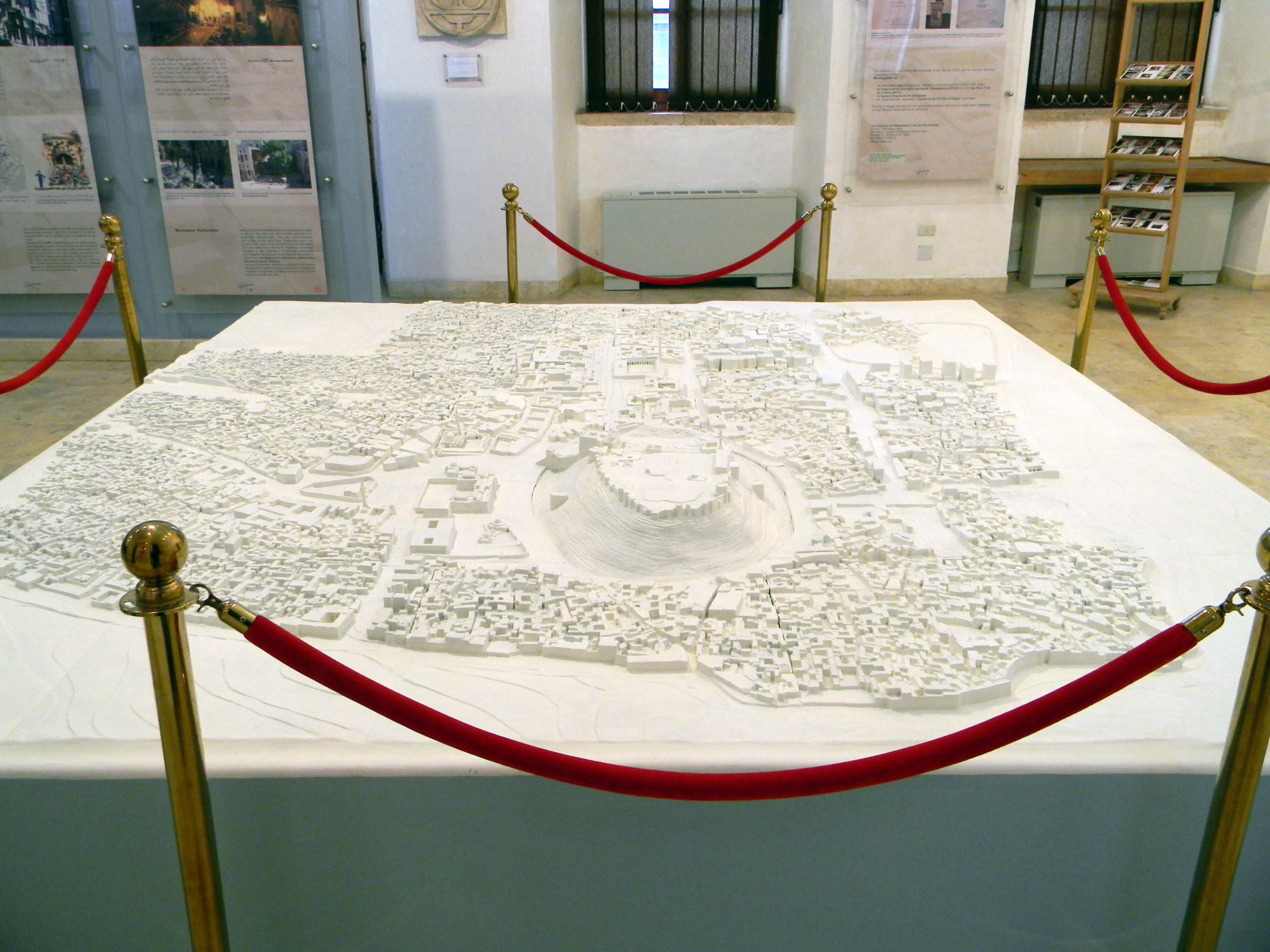
旧市街の模型。中央にある台地がアレッポ城

この地での交易は紀元前3000年には行われており、紀元前2500年にはアッカド人の支配が始まった。紀元前1800年頃の中期青銅器時代にはアムル人の支配下となり、ヤムハド王国の首都として栄えた。メソポタミアと地中海の東西ルートと、シリアからパレスティナからエジプトまでの南北ルートが交わる地点でもあった。当時はハラプ（Ḥalab）やハルペと呼ばれていた。
後期青銅器時代の紀元前1500年頃にヒッタイト人がアレッポを併合した。アレッポは首都としての機能を失い、紀元前1000年頃にはアラムの支配下に入り、文化的・宗教的な都市として重要となった。紀元前1200年にアッシリア、紀元前605年にカルデア、紀元前538年にアケメネス朝と支配者が移り変わり、紀元前333年にマケドニア王国のアレクサンドロス3世に征服された。アレクサンドロスの死後は将軍のセレウコ・ニカートル（セレウコス1世）が統治し、セレウコス朝の都市となった。セレウコス1世はこの都市をベロエア（Beroia）と改称し、セレウコス朝の支配は紀元前64年に共和政ローマの将軍グナエウス・ポンペイウスに征服されるまで続いた。
395年のローマ帝国の分裂以降はビザンツ帝国の領土となったが、イスラームを信仰するアラブ人が636年にヤムルークでビザンツ軍に勝利し、同年にアレッポを征服した。この占領においては城塞の保存、教会や家屋の所有権の保証を含む和平協定が結ばれた。その後はイスラーム王朝の地方都市となり、944年にモースルのハムダーン朝に征服され首都となった。ビザンツ帝国のヨハネス1世ツィミスケスは974年から987年にかけてアレッポの支配権を取り戻し、のちに再びハムダーン朝の支配下となった。1025年から1080年にかけては短期間ながらミルダース朝の首都となった。セルジューク朝時代の1100年と1103年にはビザンツ帝国の大規模な攻撃を受けたが、シリア・セルジューク朝のヌールッ＝ディーン・ザンギーのもとでアレッポは繁栄した。セルジュール朝のスルタンやワジールはシャリーア（イスラーム法学）を保護するために教育・学術施設のマドラサを建設し、アレッポにも広まった。
12世紀に十字軍の侵攻が始まると、アレッポは前線となった。神殿だった建築物は要塞化されてアレッポ城になった。アレッポの近くにはエデッサ伯国やアンティオキア公国などの十字軍国家が建国され、都市の政情は不安定になり、シーア派やイスマーイール派が増加した。アレッポ市民の義勇兵やシーア派のカーディーであるイブン・ハッシャーブは十字軍に抵抗し、外部の領主に救援を要請した。アラブ側は十字軍をキリスト教徒の攻撃としては解釈せず、フランク（firanj, ifranj）と呼んだ。こうしてアレッポは1098年と1124年に十字軍に包囲されたが陥落はしなかった。テュルク系のアタベク政権であるアルトゥク朝、ザンギー朝の支配を経て、アイユーブ朝を開いたクルド人将軍サラーフッディーンにより1183年に開城された。アイユーブ朝はヴェネツィア共和国などの諸国との貿易で利益をあげ、アレッポに還元された。アイユーブ朝の時代に運河が整備され、スーク、モスク、マドラサ、病院、司法施設のダール＝ル＝アドゥルなども充実していった。
マムルーク朝の時代に内紛が起き、その間にモンゴル帝国のフレグが1260年にアレッポを征服し、破壊と虐殺を行った。フレグが建国したイルハン朝は後継争いが起き、バイバルスが率いるマムルーク朝がアレッポを再び支配下に置いたが、アレッポは戦乱で人口が激減しており復旧までに1世紀がかかった。1400年にはティムールによる破壊も受けた。

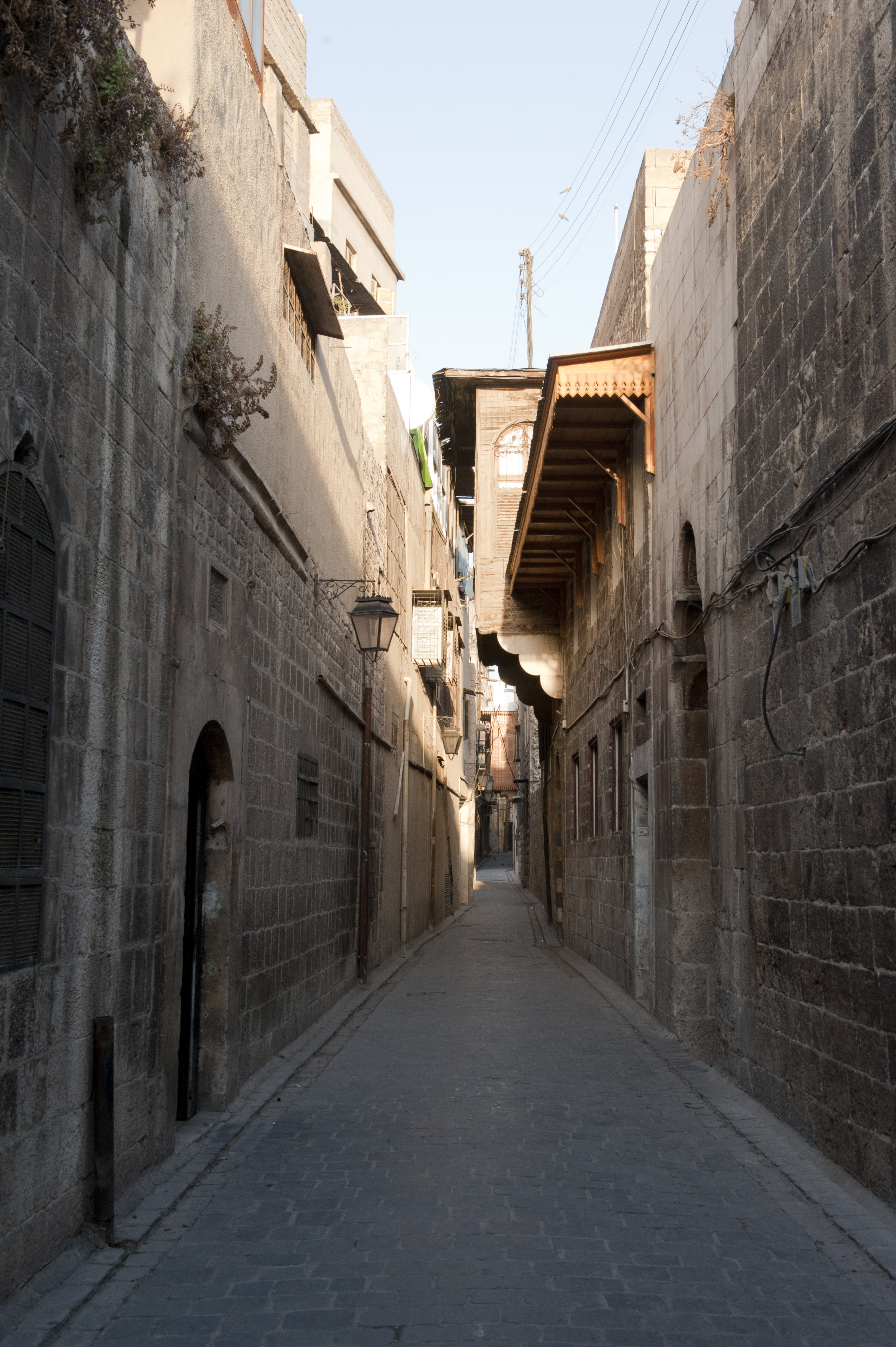
旧市街の小路。中央の通りは直線だが、小路は入り組んでいる。

15世紀までの東方の交易は、ダマスカスがアレッポに対して優位にあった。その理由は、ウマイヤ朝以来ダマスカスが政治的に優位にあった点、ダマスカスがハッジ（メッカ巡礼）の出発点であった点、ダマスカスのルートは周辺が政情不安定な時期も比較的安全だった点などがある。15世紀以降はアレッポの交易が優勢になっていった。内陸にある点が有利に働く場合もあった。十字軍によって海岸沿いの都市が被害を受けたときも無事であり、海岸沿いにめぐっていたキャラバンが内陸へとルートを変更してアレッポの繁栄につながった。
1517年、オスマン帝国のセリム1世によってアレッポは無血開城した。それ以降の400年近く、アレッポを中心とするアレッポ州が定められ、アレッポはオスマン帝国の州都となった。アナトリアからの巡礼者や、イスタンブールへの留学が増え、それまでのアラブ都市としての文化にオスマン朝の文化も流入した。16世紀から18世紀にかけてはヨーロッパとのレヴァント貿易で繁栄し、キリスト教徒が増加した。18世紀以降は次第に衰退し、1778年の凶作、オスマン帝国の弱体化による交易路での盗賊行為の増加、1787年のペスト流行による17万人ともいわれる人口激減、伝統的な毛織物貿易の終了も影響を与えた。1822年には大地震が起き、1832年のエジプトの占領による重税などで衰退が続いた。
20世紀初頭のシリアではオスマン帝国に対するアラブの反乱（サウラ）が起きたが、反乱を支援したイギリスはアラブとの約束を守らず、オスマン帝国の分割について他のヨーロッパ諸国と秘密協定を結んでいた。このため第一次世界大戦ののちは、アレッポはフランスの委任統治領に変わった。アレッポは委任統治からシリアが独立したのちも繁栄を保っていたが、1980年にムスリム同胞団を中心とする民衆運動がハマー、ホムス、アレッポなどの都市で活発になった。ハーフィズ・アサド政権はアレッポを攻撃してアレッポ攻囲戦 (1980年)が起き、1981年までに約2000人が治安部隊に殺害された。ハマー虐殺（1982年）で同胞団メンバーは鎮圧された。アレッポ市民には、1980年の攻囲戦が政府に対する恐怖として記憶された。
2011年に発生したシリア内戦はアレッポにも及んだ。2012年にアレッポ大学の学生がアラブの春を支持する運動を始め、治安部隊が学生4人を殺害した。これが大学での大規模な反政府デモにつながり、政府は弾圧を続けた。民主化を要求する民衆運動は、自由シリア軍やアル＝ヌスラ戦線が反体制側に加わったことで武力衝突へと変化した。2012年9月28日に政府軍と反体制派の戦闘により、スークにて火災が起きた。700軒から1,000軒が被害を受け、歴史的な店舗の大半は消失した。
2023年に発生したトルコ・シリア地震では、旧市街の城壁西側の塔が倒壊するなど、城砦やスークに大きな被害が発生した。

## 主な構造物

### アレッポ城

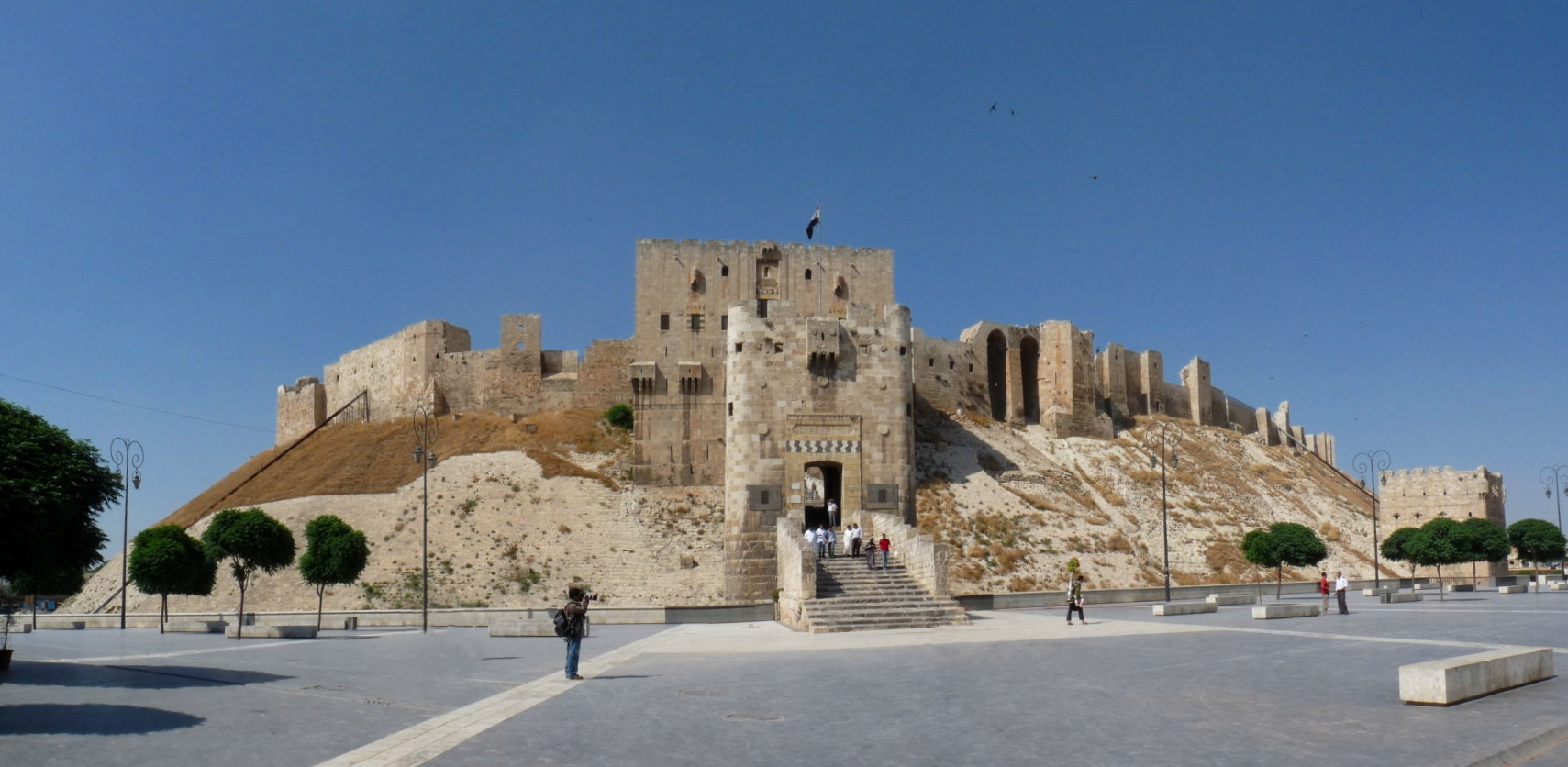
アレッポ城

紀元前10世紀に築造された神殿を原型とする古城。古代から城塞だった東端の丘は10世紀に城壁で囲まれ、宮殿や官庁が建設された。たび重なる戦争の歴史のなかで、しだいに城砦化していった。12世紀には十字軍の侵略に際して改築された。
周囲2.5キロメートルで、深さ20メートル、幅30メートルの濠に囲まれ、城門には防衛用の熱油落としなどがあった。城内には地下牢、モスク、アイユーブ朝時代の宮殿などが残っている。

### スーク

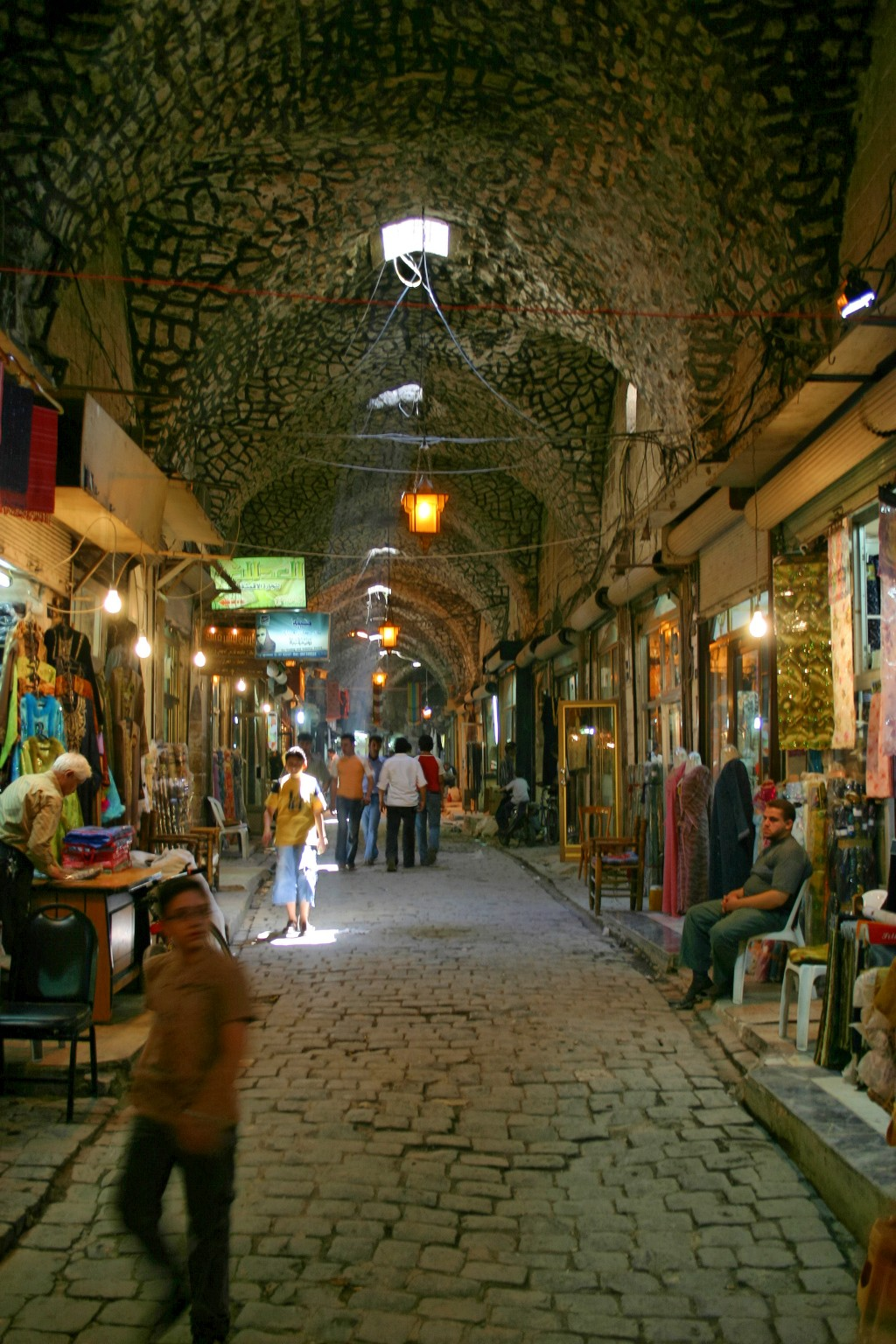
アル＝マディーナ・スークの内部。天窓から光を取り入れている。

世界最古ともいわれるアル＝マディーナ・スークがある。イスラーム王朝時代に、ローマ時代の東西列柱大通りは平行する細い通りに分割されてスークになった。かつては4000軒以上の店舗があったといわれる。通路が屋根に覆われて天窓があいており、日用品から高級品、専門品や中古品まで取引されている。小売と卸売を兼ねている店や、手工業製品の製造小売なども行われており、アレッポを訪れる多くの観光客向けの店舗もある。スークは商業施設だけでなく、その中にモスク、学院、公衆浴場などを含む社交や情報交換、娯楽の場でもあった。
オスマン帝国時代に交易拠点として特権的な地位を得たアレッポは、商圏を拡大してヴェネツィアの他フランス、イギリスのレヴァント会社、オランダとも取引をした。フランスの海運が衰退する1775年以降は次第に貿易が減少した。17世紀から18世紀にはスークがアレッポの中心部となり、37のスークがあった。商品は布地、石鹸、靴、スパイス、宝石、陶器、香水、薬、ピンや釘、小銃、時計、卵やチーズなどで、卸売と小売が行われていた。この他にもアレッポ北東には6つの卸売市場や、その他の地区に羊を扱う卸売場など8つのスークがあった。綿織物産業はイギリス製品のキャラコやブロードとの競争で減少し、絹織物もヨーロッパの生産が増えたためにアレッポは生糸の輸出へと変わっていった。オスマン帝国がヨーロッパ諸国に与えた特権であるカピチュレーションもアレッポにとって打撃となった。手工業製品は、織物、金糸や銀糸を刺繍をした絹布、染色した綿布、アレッポ石鹸などがある。社会主義体制をとるシリア・アラブ共和国の成立後は衣料品を中心として卸売が失われた。

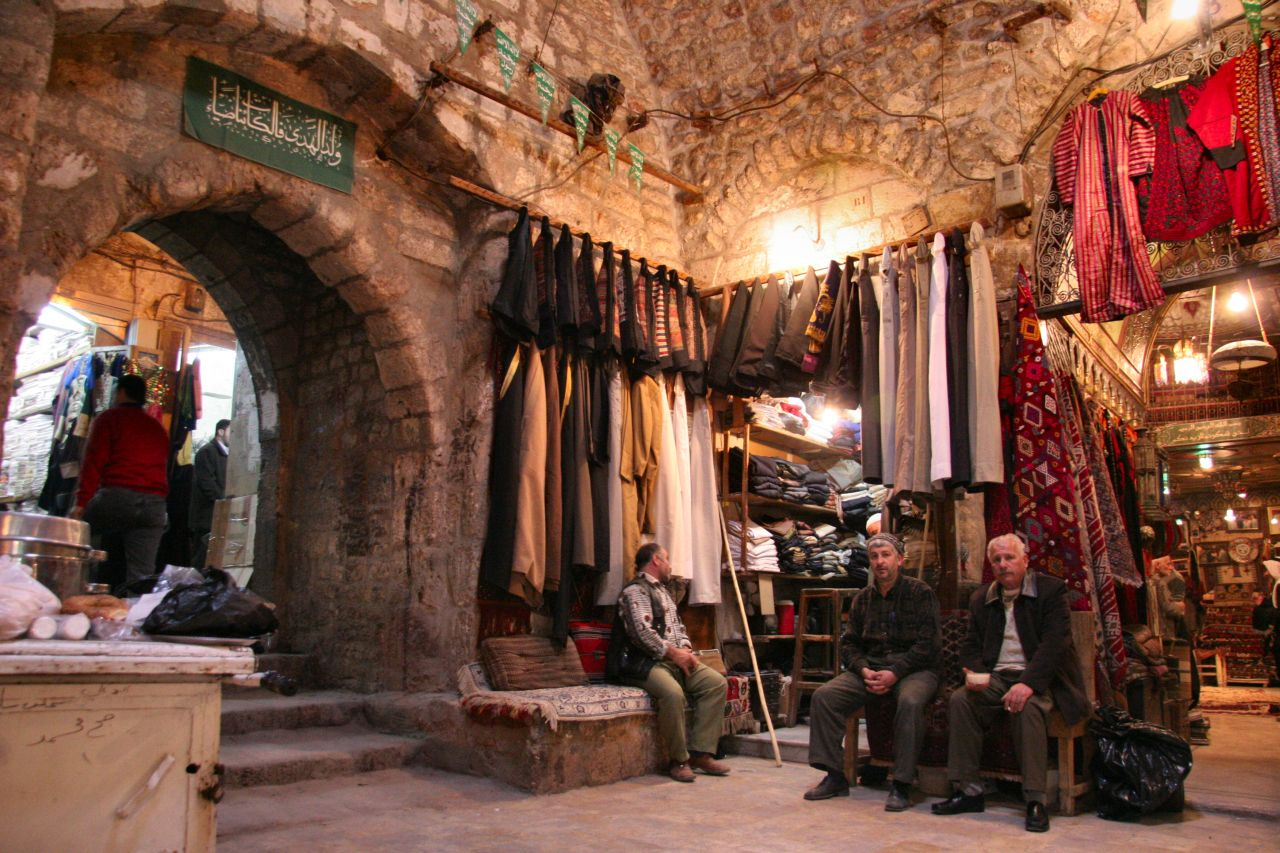
衣料品のスーク

20世紀以降のアレッポは首都のダマスカスに次ぐシリアの都市として経済活動が活発だった。往時の繁栄の面影を留めてきたが、2012年以降の内戦によってスークの3分の1が破壊された。復旧が進んでいるが、内戦前の客だった人々の多くが国外に出たり、観光客がいなくなった影響で売り上げは回復していない。スーク全体の再建には数千万ドルが必要ともいわれるが、内戦によるシリアへの経済制裁で欧米からの資金提供が困難なことも作業が遅れる一因となっている。

### ハーン、カイサリーヤ

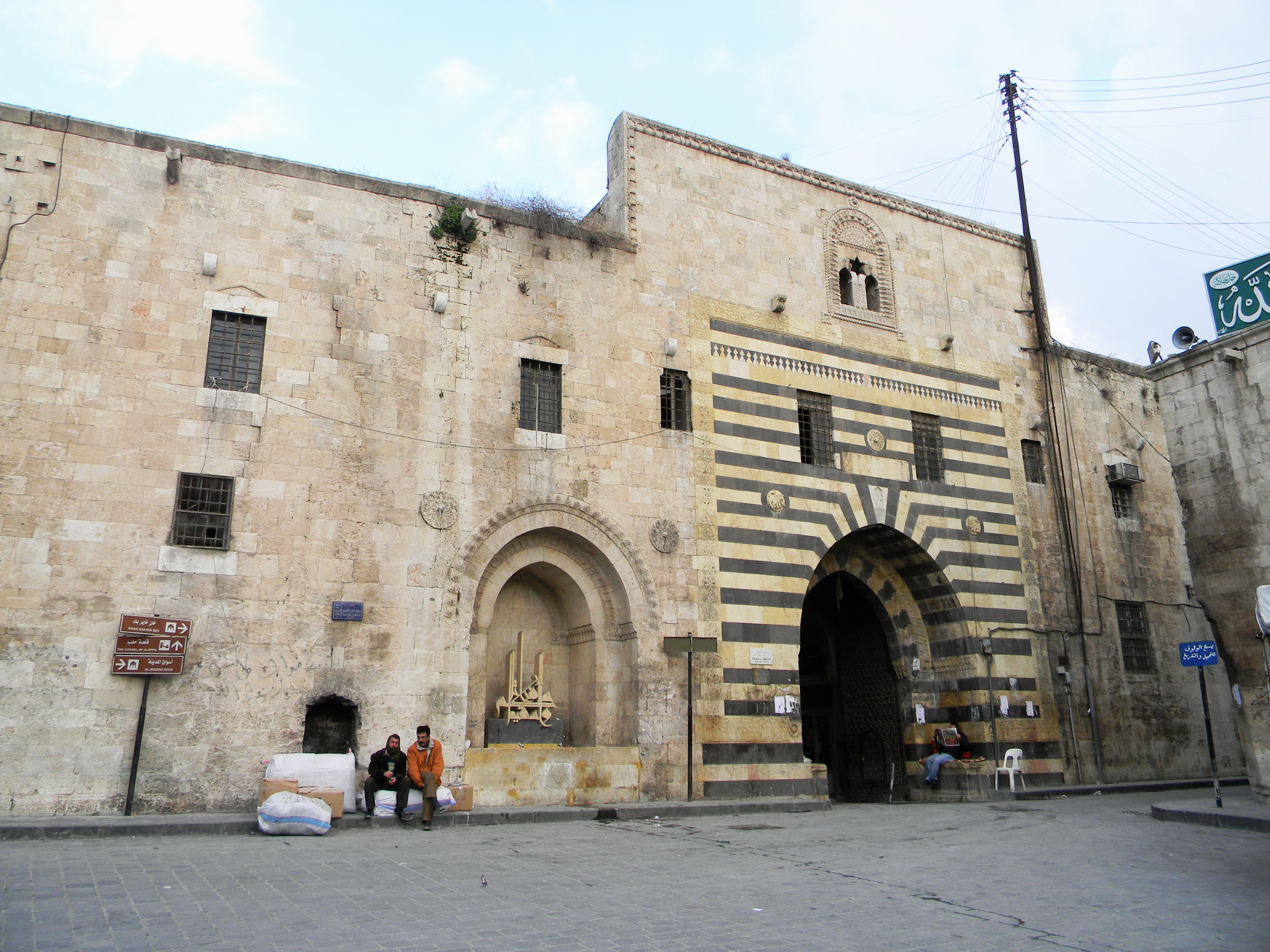
ワジールのハーン

ハーンは商人の宿にあたり、キャラバンがここで荷物を降ろして取引が行われた。中庭式の2階建てで、1階は取引所、倉庫、ラクダやロバの厩、管理人や使用人の住居だった。2階は商人をはじめ客人の宿泊部屋になっており、定刻で開閉される。
18世紀には61軒のハーンがあり、そのうち20軒は中央スークにあり、27軒がその付近にあった。もとのハーンは固有の商品を扱うスークに付設していた。次第に独自の機能を果たすようになっていき、20世紀後半には宿泊所としての機能は失われていった。
カイサリーヤはアレッポにおいては複数の機能の建物の集合について表現する語だった。中世においては高価な商品を扱う門がついたスークも指したが、時代が進むについて宿泊施設を指すようになった。

### マドラサ
マドラサはイスラームの伝統的な諸学を学ぶための教育・学術施設を指す。アレッポは学芸を振興した君主が多く、100近くのマドラサが知られている。現存する最古のものは、1168年に建築されたマドラサ・ムカッダミーヤになる。マドラサはシャリーア（イスラーム法学）の学派と関連があり、アレッポのマドラサはシャーフィイー派、ハナフィー派が多かった。

### モスク、ザーウィヤ

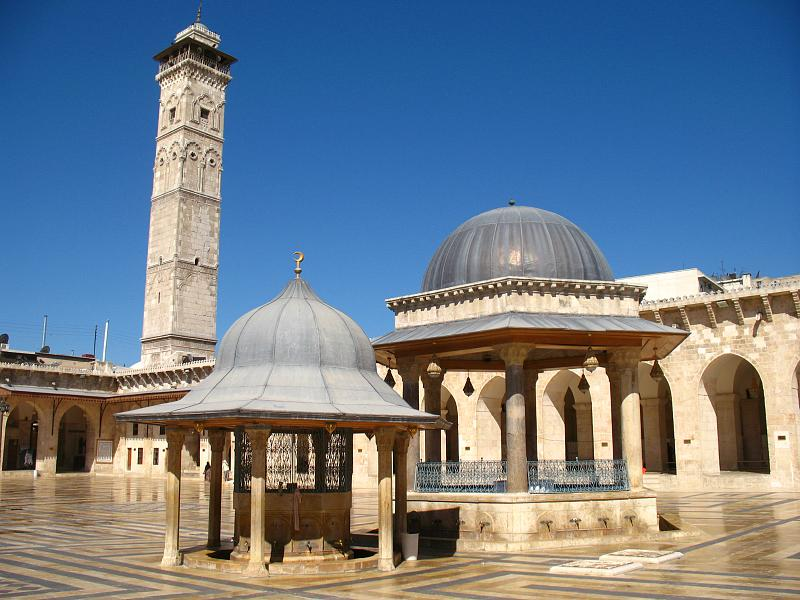
アレッポの大モスクの中庭。奥に見えるミナレットは内戦で破壊された。

大小百数十のモスクがあり、アレッポの大モスクやナフラミーヤ・モスク、ジャミーヤ・ザカリーヤと呼ばれる大モスクが知られている。イスラーム王朝の征服時に、中心部の広場にダマスカスのウマイヤ・モスクと同様にアレッポの大モスクが建設された。アレッポの大モスクの建築様式は他のモスクの手本になったともいわれる。ザーウィヤはスーフィー的な傾向の人々のための集会所を指し、宗教的知識の交換や儀礼が行われている。
12世紀から15世紀にかけて、ワクフによる宗教施設の建設が増加した。設立の中心になったのは、アレッポの支配者に仕えた者や、アレッポに利害関係を持つ者たちだった。アレッポの支配者であるカリフやスルターンらは設立に関わった数が少ないため、これらの支配者が名目的な宗主権だけを持っていたことを表している。18世紀中頃には、250以上のモスクや、30以上のスーフィーの道場があった。
大モスクは8世紀に建設されたのち戦乱で破壊され、13世紀に再建された。しかしシリア内戦による2013年4月24日の戦闘でミナレットが破壊され、預言者ムハンマドの髪が入っていたと伝えられる箱を含め遺物が略奪された。シリア政府軍と反政府側アル＝ヌスラ戦線や反政府活動家は、破壊の原因が相手側にあると互いに主張した。

### ハンマーム

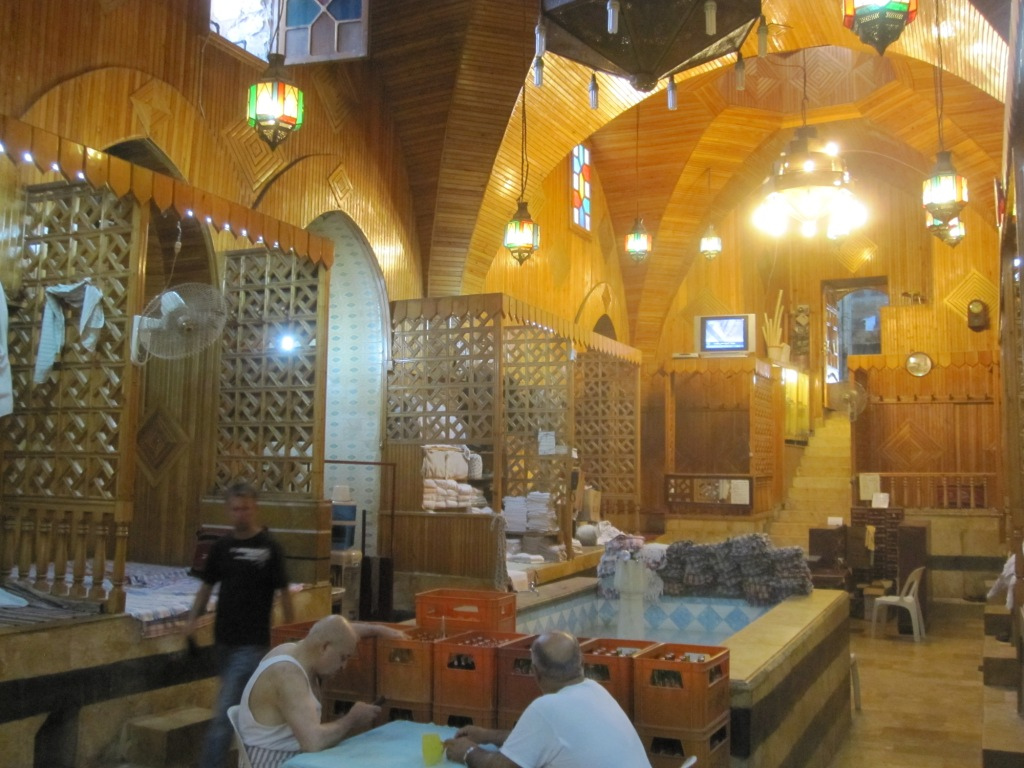
ハンマーム

公衆浴場であるハンマームも建設されている。イスラームでは日に5回の礼拝の前に身体を清めることが義務であるため、アレッポの中では歴史的に約50軒が知られている。18世紀中頃にはハンマームが49軒あり、そのうち32軒は中央スーク周辺、市壁の外にはバーンクーサーに7軒、北部に7軒、東部に3軒があった。かつては社交場としても使われていたが、1990年代の時点で使われているのは数カ所となっていた。タイル張りの広間、湯船、石製のベッドなどがあり、女性専用のハンマームもある。

### 複合施設
アレッポがイスタンブールやカイロに次ぐオスマン帝国の大都市になった17世紀には、複合施設も建設された。1653年にアレッポ州総督のイプシール・パシャは、織物工場、モスク、マドラサ、コーヒーハウス、穀物取引所などで構成される巨大な複合施設をジュダイヤ地区に建設した。

### 市壁、市門

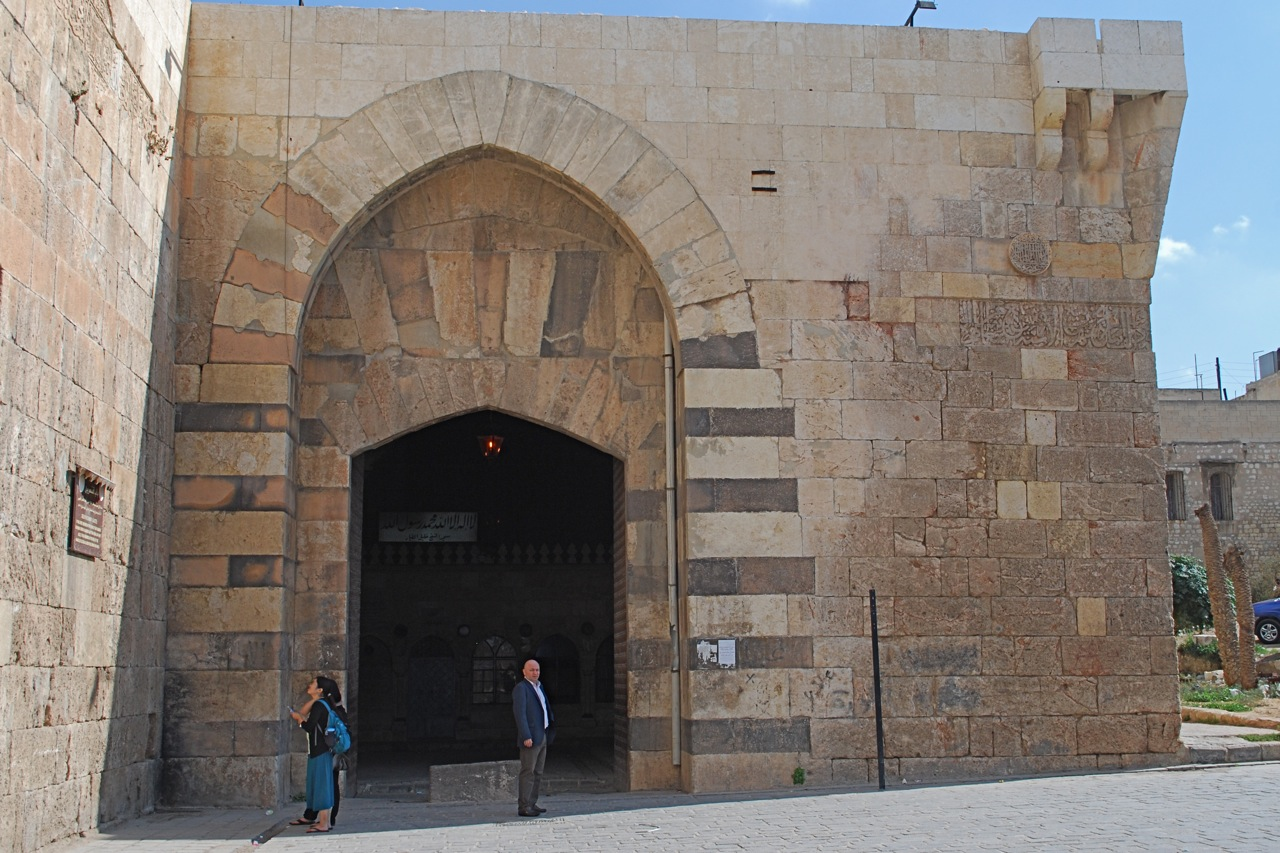
キンニスリーン門

旧市街の市壁には市門が敷設されている。ローマ時代の正方形の市壁と城門の多くは、イスラーム王朝においても残った。13世紀には新しい市壁によって市街が2倍に拡大し、オスマン帝国時代に市壁の外にも市街が広がり、旧市街との分割が進んだ。
かつては約19の門があったとされるが、姿をとどめているのは3つか4つとなっている。イスラーム以前のジャーヒリーヤ時代に建設されたサラーマ大門はアレッポの水源であるクワイク川の橋の上にあったが、962年のビザンツ帝国の攻撃で破壊された。
- アンターキーヤ門（英語版）：アレッポ城の真西に位置し、大通りの起点になっている。13世紀にアイユーブ朝が建設し、15世紀にマムルーク朝が修復した[57]。
- キンニスリーン門（英語版）：南西に位置し、かつては最も壮麗だといわれた。主邑のキンニスリーンへ行く際に通ったためにこの名で呼ばれた。10世紀にサイフッ＝ダウラが建設または再建をしたとされ、1244年にサラーフッディーンの孫であるアル＝マリク・アン＝ナースィルが再建している[58]。
- ハディード門（英語版）：「鉄の門」という意味であり、鍛冶職人が多いバーンクーサー地区に通じるためにこの名が付いた。そのためバーンクーサー門とも呼ばれた。門が鉄造りだったという伝承もある[59]。
- アフマル門（英語版）：「赤の門」という意味。正式な名称はこの門を作ったビザンツの大工の名を冠したバールージュ門だった。アレッポ砂漠の東方に位置するアル＝ハムル村にちなんでアフマルと呼ばれるようになった[60]。
- ニイラブ門（英語版）：アレッポに近い町であるニイラブに通じる[60]。
- マカーム門（英語版）：「宿営の門」という意味で、アブラハムがここに滞在したという伝承にもとづく。ダマスカスへの道の起点にあたるため、ダマスカス門とも呼ばれる[60]。
- ジナーン門（英語版）：「公園の門」の意味で、現地ではジュナイン門と呼ばれる。この門がクワイク川のジナーン・ハラブ（アレッポ公園）に通じていたことからこの名が付いた。詩人のイーサー・イブン・サアダーンはクワイク川とジナーン門を讃えた作品を残している[61]。
- ファラジュ門（英語版）：北西の端に位置し、「庭園の門」を意味する。アル＝マリクッ＝ザーヒルが建設したのちに閉鎖され、時計台が建てられた[61]。
- ナスル門（英語版）：「勝利の門」という意味で、18世紀のヨーロッパ人は聖ヨハネ門と呼んだ。門の内側にユダヤ人が住んでいたためにユダヤ門とも呼ばれた。アル＝マリクッ＝ザーヒルが豪華に改築したためにこの名が付いた[62]。

## 都市の特徴

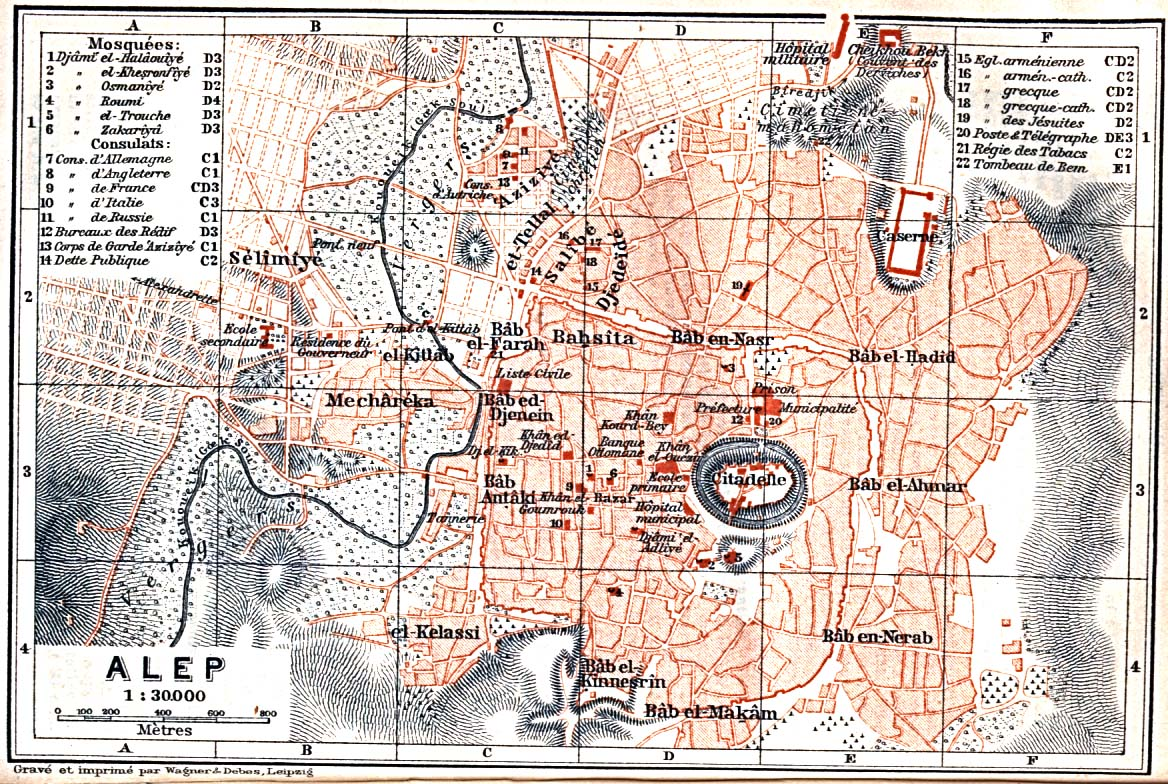
1912年のアレッポの地図。楕円形のアレッポ城の西にスークが広がっている。

アレッポの旧市街は周囲に市壁がある。最古の市壁はアレッポ城を四角に囲むように造られていたが戦乱によって破壊された。市壁は何度か再建されており、ザンギー朝のヌールッディーン、アイユーブ朝のアル＝マリク・ザーヒル・ガージーらが行った。街が拡張された際には、それに合わせて市壁が造られていった。18世紀以降に市壁の外に郊外が形成され、これがアレッポの新市街となった。市壁と新市街は10メートルから30メートルの道路で区切られている。1905年にバグダード鉄道の開通によって駅が建設されると、1929年に駅からの路面電車が中央道路に敷設され、アフマル門の前まで路線が続いていた。しかし1960年代に廃止され、公共交通機関はバスが中心となった。
オスマン帝国からフランス委任統治領シリアになった際に、オスマニザシオンとも呼ばれる都市計画が始まった。1931年からシリア独立後の1975年にかけて計画が行われたが、都市保全運動の観点との齟齬があり、乱開発を許容するとしてアレッポ市に批判された。
中央スークは市壁の内部にある。アンターキーヤ門から市壁の中に入ってアレッポ城に続く中央道が、中世には最も重要な通りだった。中央道の両側には迷路のような小路が張り巡らされている。直線的な道路は街を貫通するように通っている。この周囲は公的空間となっており、昼間は街の内外の人の出入りがしやすい。人々は昼間に日々の売買などの活動や礼拝を行い、夜になると門が閉められて内外の交通ができなくなる。留まりたい旅行者らはスークの中のハーンやカイサリーヤで宿泊できるが、夜になると鍵が閉められて街中には出られない。こうして内外の治安を保つようになっている。

### 住民

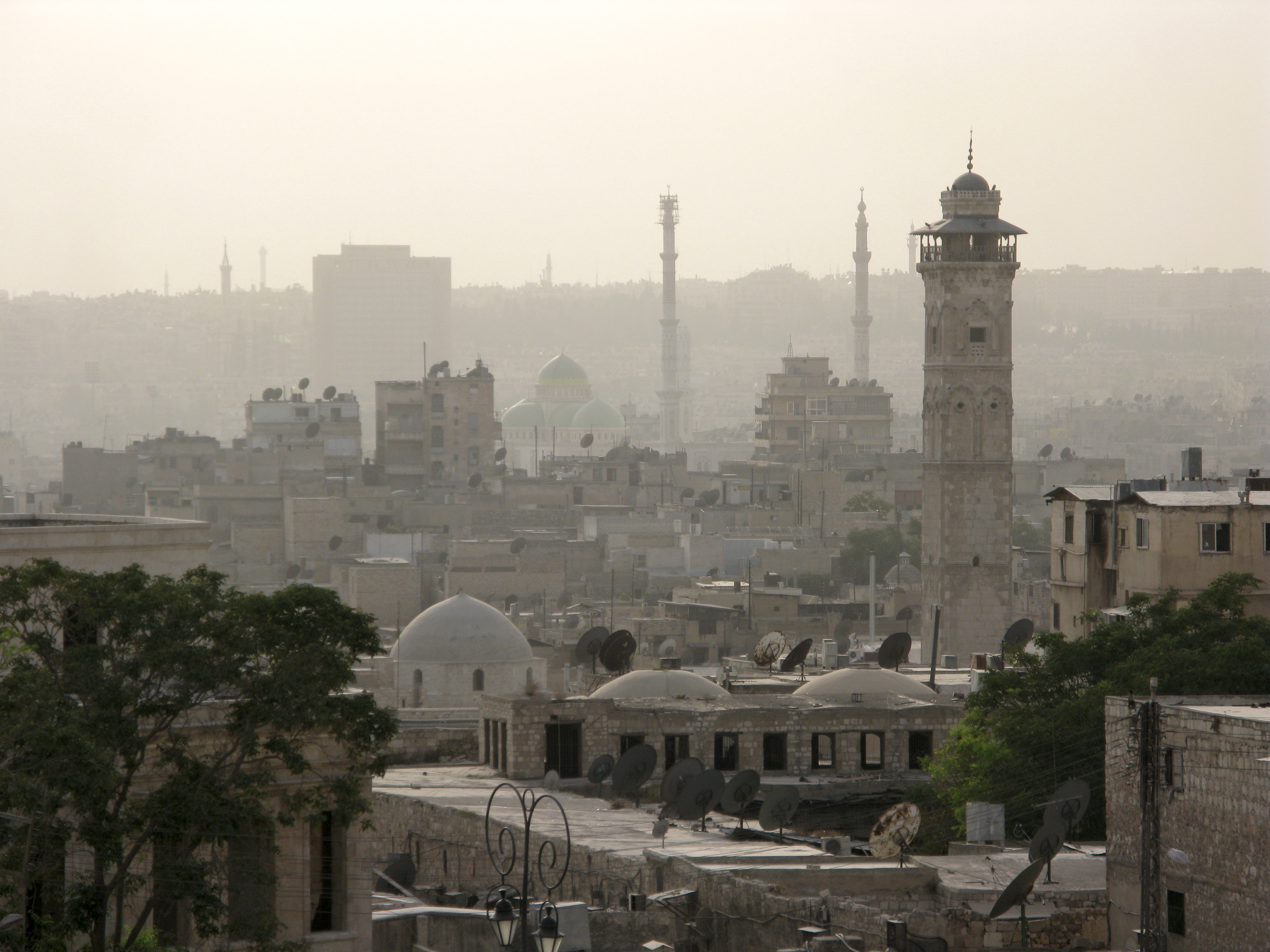
旧市街の眺め

アレッポの人口は、ヨーロッパ人の記録によれば1599年に20万人から25万人、1683年は29万人、1753年は23万人だった。アレッポにおける歴史的な人口の増減は、中継貿易の盛衰とともに起きた。
アレッポは歴史的・地理的な特徴によって多様な民族や宗教共同体を抱えている。ビザンツ帝国時代にはキリスト教徒の地として主教座の1つだった。その後イスラーム王朝の統治が続き、13世紀にはシリア語に代わってアラビア語が日常語になっていった。十字軍の時代にはイスラームの少数派であるアラウィー派やドゥルーズ派や、クルド人、トルコ人、チェルケス人も住民に加わった。オスマン帝国の時代にはヨーロッパとの貿易が増え、キリスト教徒が増加した。17世紀にカトリックの布教が盛んになると、シリア正教、ギリシア正教、アルメニア正教の信徒にはローマ教皇の首位性を認める合同教会（ユーニアット）の動きが起きた。これによってシリア・カトリック、アルメニア・カトリック、カルデア典礼カトリック教会、東方典礼カトリック教会などの信者が増え、オスマン帝国はこうした活動を容認した。こうして宗教共同体の多様化が進んだ。
他方で、ヨーロッパ諸国はレヴァントのヨーロッパ系住民に法的保護を与える慣習があり、フランスの居留特許条約（1673年）以後に制度化が進んだ。もとは通訳の保護を目的とした制度だったが、現地のキリスト教徒は商売のために保護を利用し、名目的な通訳も増加した。合同諸教会の信徒らはヨーロッパの領事館の庇護を受けてプロテジェ（庇護民）となり、ヨーロッパ商人との関係を築いて交易で有利に立った。被保護民制度によって治外法権が拡大し、イスラーム以外の宗教共同体がオスマン帝国の統治から離れて内部分裂を促進する結果となった。20世紀後半のアレッポでは旧市街と旧市街の東部や南部はイスラーム教徒が中心で、キリスト教徒は旧市街に接する地区に集中し、北部にはアルメニア人が多かった。
こうして民族や宗教共同体が分かれて住みつつも、市民が権力者に対して共同で直接行動をとる場合もあった。アッバース朝が衰退した10世紀頃から、ビザンツ帝国やファーティマ朝などの侵攻に対抗するために住民が活動し、短期間ながら自治都市となった時期もあった。強力な政権が存在しなかった11世紀には、都市の名士や有力な市民を指すライースと、武装した民衆組織を指すアフダース（若者の意味）が登場した。十字軍などの外部勢力がアレッポを攻撃した際には、アフダースが義勇兵として防衛に参加し、ライースが指揮をとった。名士は学識者、大規模農地所有者、貿易商や金融業者であり、中層の都市住民は職人や商人、下層の都市住民は皮なめし工、行商人、家内労働者、荷担ぎ、ゴミ運びなどだった。
18世紀以降のアレッポではイェニチェリが武装を許された集団として自立的な勢力となった。他方でムハンマドの子孫とされるアシュラーフもアレッポに多く、有力者の多くがアシュラーフだった。遊牧民や地方民を象徴するイェニチェリと、職人やスークを象徴するアシュラーフはしばしば衝突をしたが、権力者であるワーリーがアレッポ市民に重税を課した1819年には協力して反乱を起こした。18世紀時点では、エリート層、中間層、下層に大きく分かれていた。多数を占める下層民は城壁の外の肉体労働者で、中間層は商人、職人、役人、徴税請負人、下級のウラマーで、エリート層は上級のウラマー、アーヤーン、政府官吏、商人、軍人、預言者の子孫などだった。庶民層はアーンマ（al-‘āmma）、名士層はハーッサ（al-khāṣṣa）とも呼ばれた。この2つはライフスタイルが異なり、娯楽においては庶民層は公共スペースにある珈琲店ですごし、名士層は自らが所有する中庭式邸宅ですごした。

### 文化・芸術

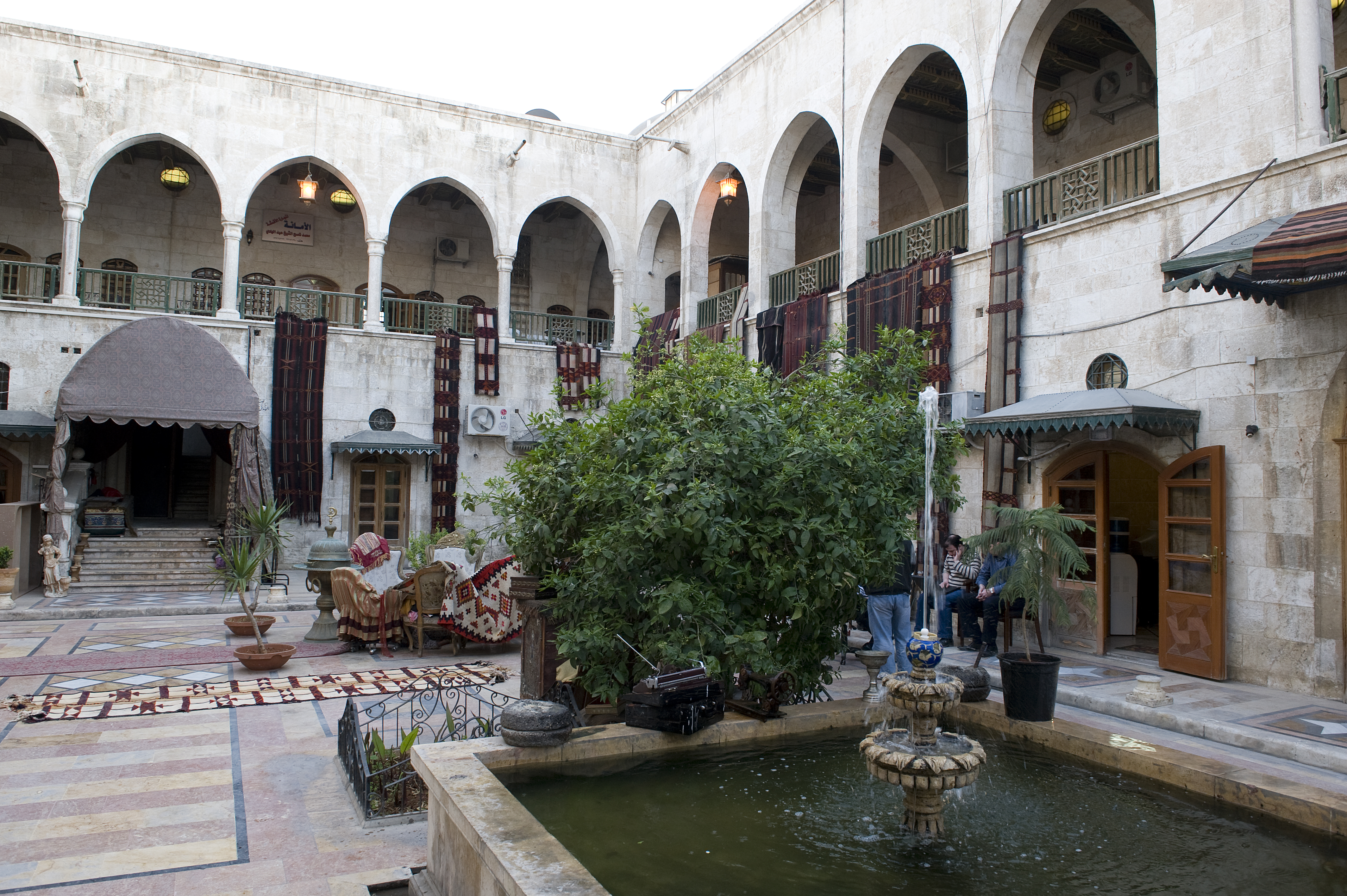
中庭式住宅

イスラームの住宅の特徴である中庭式住宅がアレッポにもある。名士層が住む中庭式邸宅にはハウシュ（ḥawsh）と呼ばれる広い中庭があり、夕べの集まりの他に結婚披露宴も行われる重要な社交場となっていた。ハウシュは口語でホシュとも呼ばれ、中庭式住宅そのものをホシュと呼ぶ場合もある。中庭は外界から遮断されており、各部屋の窓や扉は中庭を囲む形で付けられている。この建築は他者の目から女性を保護し、一族の名誉を守るというイスラーム社会の通念に合致している。
広い中庭では、夕べに名士の男性が交流するマジュリス（majlis）と呼ばれる集まりがあった。マジュリスは遅くとも10世紀には行われていた記録があり、アブル・ファラジュ・イスファハーニーの『歌の書』に書かれている。マジュリスではコーヒーや水タバコ、菓子のクナーフェが振る舞われ、知識人であるウラマーによる歴史の話や、詩作の発表が行われる文化サロンとしての側面もあった。マジュリスは21世紀のアレッポではサフラ（sahra）と呼ばれている。中庭式住宅を複数所有する裕福な一族では、男女が別々の中庭で宴を楽しんだ。
マジュリスには楽師たちが呼ばれて演奏もした。歌い手と器楽奏者で構成されるアンサンブルで、古典詩のカスィーダを歌詞にした歌が中心だった。名士の中庭には名声のある歌手が集まっていた。イスラーム社会では男女が隔離されており、女性の集まりには女性の歌手が呼ばれてハレムでもパフォーマンスを行った。結婚披露宴などに来る女性歌手はカイナ（qayna）で、口語ではハウジャ（khawja）またはホジャと呼ばれ、ムスリマの他にユダヤ人もいた。アレッポは18世紀から19世紀には音楽の街としても知られるようになった。伝統的な歌謡のムワッシャフをはじめとする古典音楽や古典歌唱が盛んで、20世紀半ばまでは伝統的な形式にもとづいて創作が続いていた。
オスマン帝国におけるコーヒーハウスの文化は、アレッポやダマスカスからイスタンブールに伝ったとする記録がある。年代記作者のイブラヒム・ペチェヴィーによれば、1554年から1555年にアレッポのハケムとダマスカスのシェムスという者が、イスタンブールのタフタカレ地区でコーヒーの店を始めた。すると物見遊山の人々や文人が集まるようになり、読書、バックギャモンやチェス、詩の朗読などが行われるようになったという。

## 登録基準
この世界遺産は世界遺産登録基準のうち、以下の条件を満たし、登録された（以下の基準は世界遺産センター公表の登録基準からの翻訳、引用である）。
- (3) 現存するまたは消滅した文化的伝統または文明の、唯一のまたは少なくとも稀な証拠。
- (4) 人類の歴史上重要な時代を例証する建築様式、建築物群、技術の集積または景観の優れた例。

### 危機遺産への登録

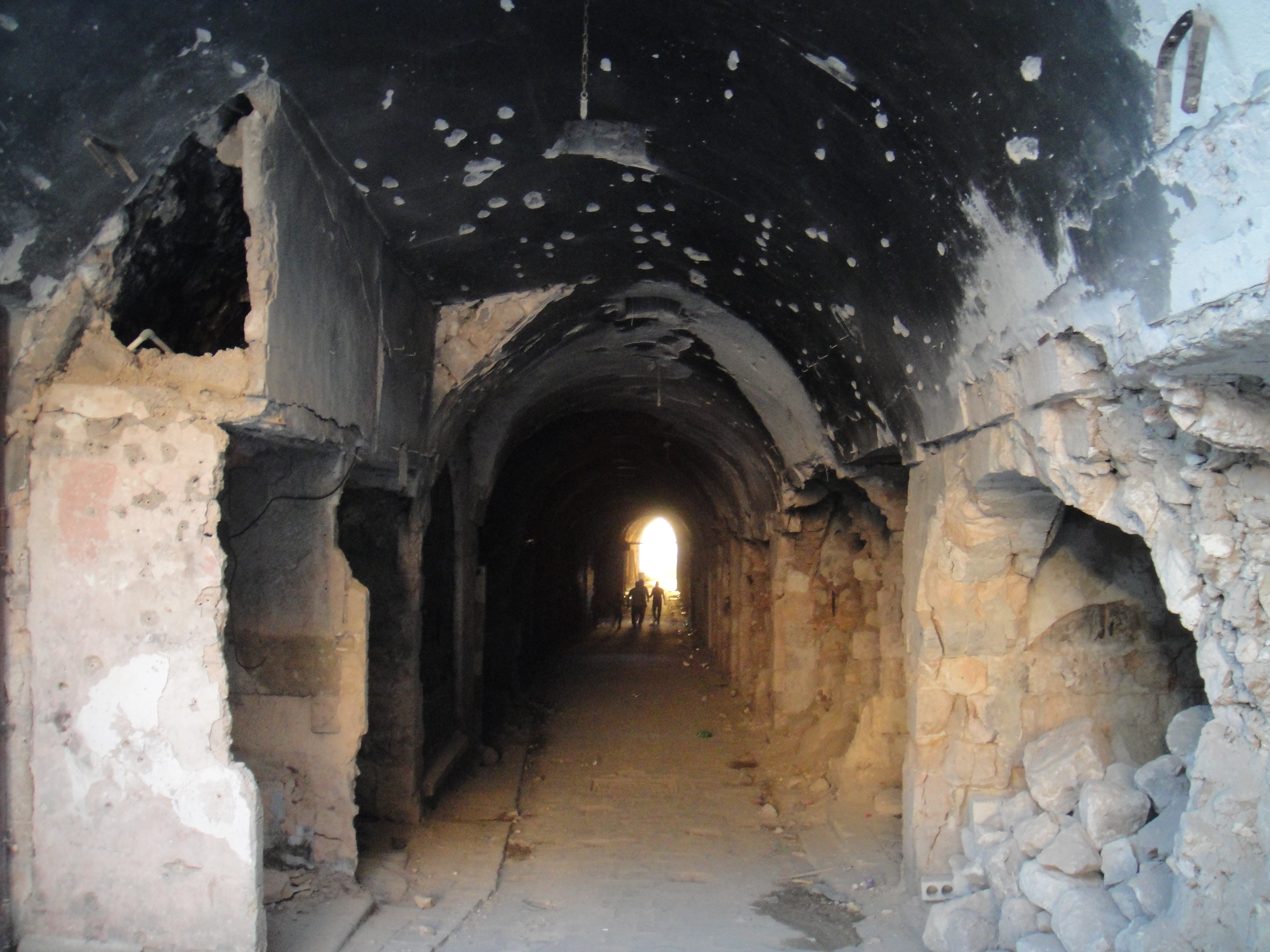
シリア内戦で破壊されたスーク

2013年の第37回世界遺産委員会では、シリア内戦の影響を受けて、シリア・アラブ共和国の6ヶ所の世界遺産を危機にさらされている世界遺産に登録することを決定した。「潜在的危機」の「武力衝突の勃発もしくは脅威」の基準に該当する。同委員会では、破壊状況についての情報が限られている点、情報の出所に関する信憑性が疑わしい点、シリアへの立ち入りが制限されており損傷の調査ができない点も指摘された。